# Снегирёв, Иван Михайлович
Ива́н Миха́йлович Снегирёв (23 апреля (4 мая) 1793, Москва — 9 (21) декабря 1868, Санкт-Петербург) — русский историк, этнограф, фольклорист, археолог, искусствовед, участник кружка Н. П. Румянцева, сторонник теории официальной народности, первый исследователь русского лубка. Цензор Московского цензурного комитета для издания русских древностей (1828—1855). Действительный статский советник (1851). Член-корреспондент Санкт-Петербургской академии наук (с 1854).

## Биография
Родился в Москве 23 апреля (4 мая) 1793 года в семье Михаила Матвеевича Снегирёва.
Получив первоначальное домашнее образование, в 1802 году он начал учиться в гимназии при Московском университете. В 1807 году стал студентом Московского университета Окончил нравственно-политический (1809) и словесный (1810) факультеты Московского университета, получив серебряную медаль за свои сочинения и степень кандидата словесности. Назначенный хранителем университетского архива, Снегирёв в 1812 году при эвакуации Московского университета смог спасти протоколы университетской Конференции первых лет после основания университета.
Получил степень магистра словесных наук, защитив диссертацию «De profectibus Romanorum in disciplines severioribus» (1815). Стал преподавать (с 1816) латинский язык на кафедре римской словесности и древностей Московского университета — в должности адъюнкта (c 1819); экстраординарного профессора (с мая 1826); ординарного профессора (с декабря 1826). В 1836 году оставил должность ординарного профессора. В 1817—1827 годах также преподавал русскую словесность в гимназии Воспитательного дома.
Был цензором Московского цензурного комитета для издания русских древностей (1828—1855), через него прошли в печать такие произведения, как «Евгений Онегин» и «Мёртвые души». Состоял членом Общества любителей российской словесности: в 1812 году он был избран его сотрудником, 19 декабря 1819 года стал действительным членом, а с 29 октября 1821 года занимал должность библиотекаря Общества. Руководил реставрационными работами в Московском Кремле и округе. Член-корреспондент Петербургской Академии наук (с 1854).
Уделял большое внимание истории православия в России. Обнаружил две медные закладные доски церкви царевича Иоасафа в Измайлове. Был близок к митрополиту Московскому и Коломенскому Филарету (Дроздову).
Умер от инсульта в Санкт-Петербургской мариинской больнице 9 (21) декабря 1868 года. Похоронен на Лазаревском кладбище Александро-Невской лавры.

## Научная деятельность
Одним из первых Снегирёв стал изучать русские пословицы, поговорки, народный быт, обряды, праздники. В 1831—1834 гг. напечатал труд «Русские в своих пословицах. Рассуждения и исследования об отечественных пословицах и поговорках» (Кн. 1—4).
В 1836 году оставил преподавательскую деятельность и целиком посвятил себя этнографическим и археологическим исследованиям. В 1837—1839 годах издал сочинение «Русские простонародные праздники и суеверные обряды» (Вып. 1—4), за которое в 1840 году академия наук удостоила его Демидовской премии. В 1844 году он опубликовал работу «О лубочных картинках русского народа» (2-е издание, дополненное и переработанное под названием «Лубочные картинки русского народа в московском мире» вышло в 1861 году). Затем появились его работы о древней Москве: «Памятники московской древности». — (М., 1842—1845), «Русская старина в памятниках церковного и гражданского зодчества» (вып. 1—18, 1846—1859; 2-е изд., 1848—1860, совместно с А. А. Мартыновым), «Памятники древнего художества в России». — (М., 1850).
Ввёл в искусствоведение термин «парсуна». Иван Снегирёв первым привлёк внимание научной общественности к так называемому Святославову кресту, опубликовав его описание и собрав доступную информацию о его происхождении.
В 1809—1810 годах выпустил вместе с С. А. Немировым перевод сочинений де Линя «Письма, мысли и избранные творения» (в 10 частях).
Первый биограф митрополита Московского и Коломенского Платона (Левшина).